# Dryobotodes taurica
Dryobotodes taurica là một loài bướm đêm trong họ Noctuidae.